# Euclid
Euclid é uma cidade localizada no estado norte-americano do Ohio, no Condado de Cuyahoga.

## Demografia
Segundo o censo norte-americano de 2000, a sua população era de 52.717 habitantes.
Em 2006, foi estimada uma população de 48.717, um decréscimo de 4000 (-7.6%).

## Geografia
De acordo com o United States Census Bureau tem uma área de 29,9 km², dos quais 27,7 km² cobertos por terra e 2,2 km² cobertos por água.

## Localidades na vizinhança
O diagrama seguinte representa as localidades num raio de 8 km ao redor de Euclid.